# جامعة هونغ كونغ
جامعة هونغ كونغ (اختصارا HKU) هي أقدم مؤسسة للتعليم العالي في هونغ كونغ. شعار الجامعة هو "Sapientia ét Virtus" باللغة اللاتينية، ويعني «الحكمة والفضيلة». لغة التدريس الرسمية هي اللغة الإنكليزية.
في عام 2008 احتلت الجامعة المرتبة 26 عالميا ، مما جعلها ثالث أفضل جامعة في آسيا (بعد جامعة طوكيو وجامعة كيوتو). وفي عام 2009، احتلت المرتبة الأولى آسيويا.

## التاريخ

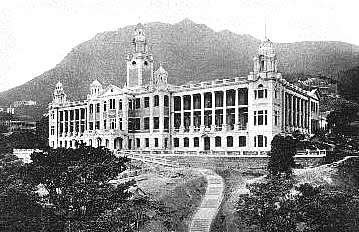
المبنى الرئيسي في عام 1912.

تعود أصول جامعة هونغ كونغ إلى سابقتها كلية هونغ كونغ الطبية للصينيين، التي تأسست من قبل جمعية تبشير لندن في عام 1887. وباعتماد تاريخ 1887 كتاريخ تأسيس الجامعة تعد جامعة هونغ كونغ أقدم جامعة في الصين العظمى سابقة لجامعة نانجينغ التي تأسست بعدها بعام (1888).
تأسست الجامعة نفسها عندما اقترح السير فريدريك لوغارد حاكم هونغ كونغ إنشاء جامعة في هونغ كونغ. رأي لوغارد حاجة ملحة لإنشاء جامعة في الصين لتنافس غيرها من القوى العظمي التي كانت تفتتح جامعات في الصين، وعلى الأخص بروسيا والتي كانت قد افتتحت جامعة تونغجي في شانغهاي.
أنشأت الجامعة رسميا في عام 1911 وكان حفل الافتتاح في عام 1912.

## شعار الجامعة
صمم شعار جامعة هونغ كونغ وفقا لتوصية من كلية الشعارات في بريطانيا وظهر الشعار والمستخدم اليوم في 14 مايو 1913. استلمت جامعة هونغ كونغ في أكتوبر 1912 على التصميم من كلية الشعارات البريطانية. ورغم أن المصمم غير معروف، إلا أنه من المفترض أن يكون شخص له دراية بتصميم شعارات المدراس. من هذا التصميم، يمكن للمرء أن يستشف نظرة جامعة هونغ كونغ المبكرة إلى الجمع بين الشرق والغرب.
خلال الذكرى السنوية السبعين للجامعة في عام 1981، طلبت جامعة هونغ كونغ من كلية الشعارات إعادة تصميم شعار وإضافة خوذة وحيوانات على جانبيه وتم إقراره عام 1984. ونتيجة لذلك أصبحت هونغ كونغ هي الجامعة الوحيدة في هونغ ذات شعار أسلحة كامل.

## الحرم الجامعي

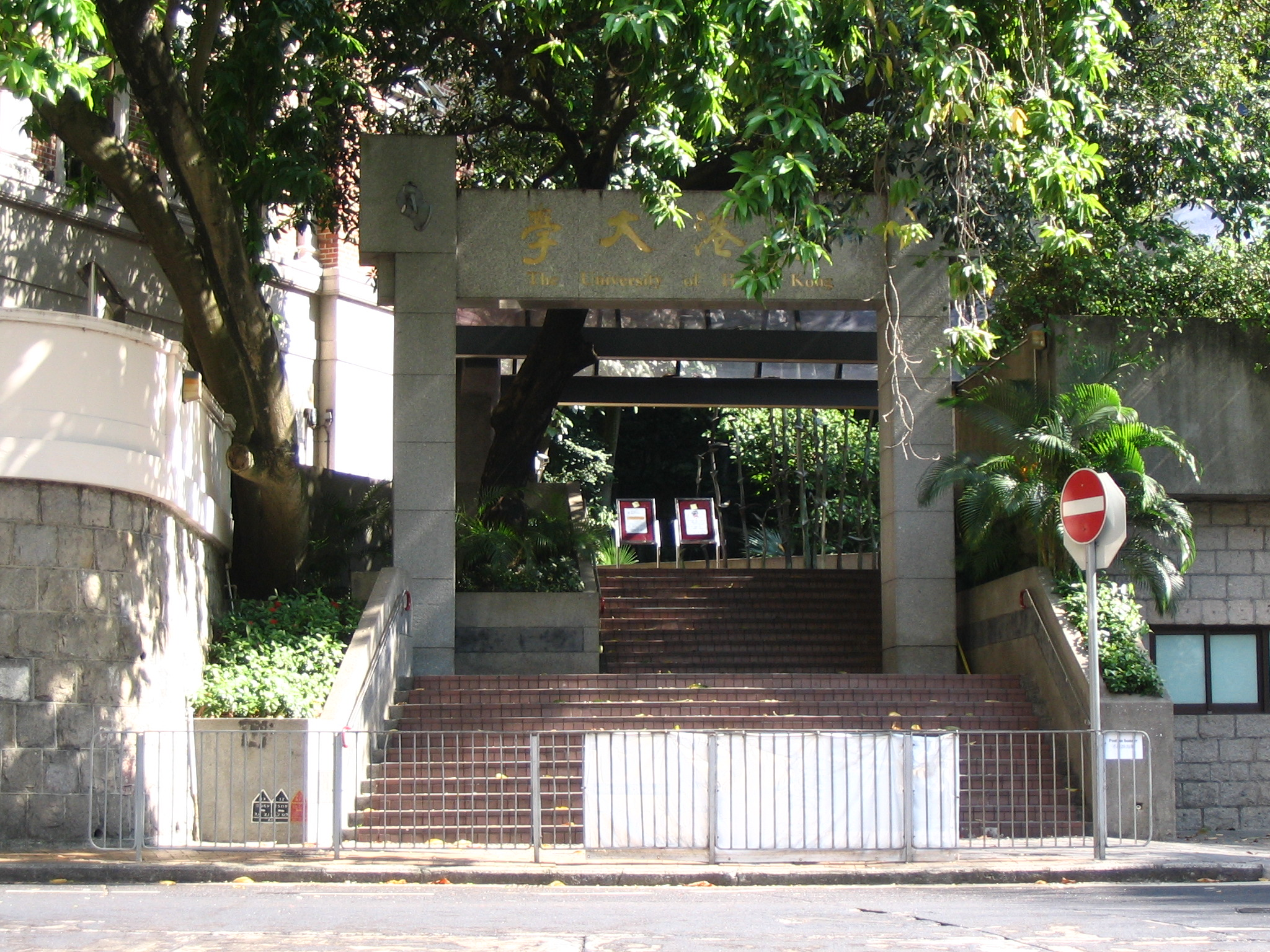
البوابة الشرقية

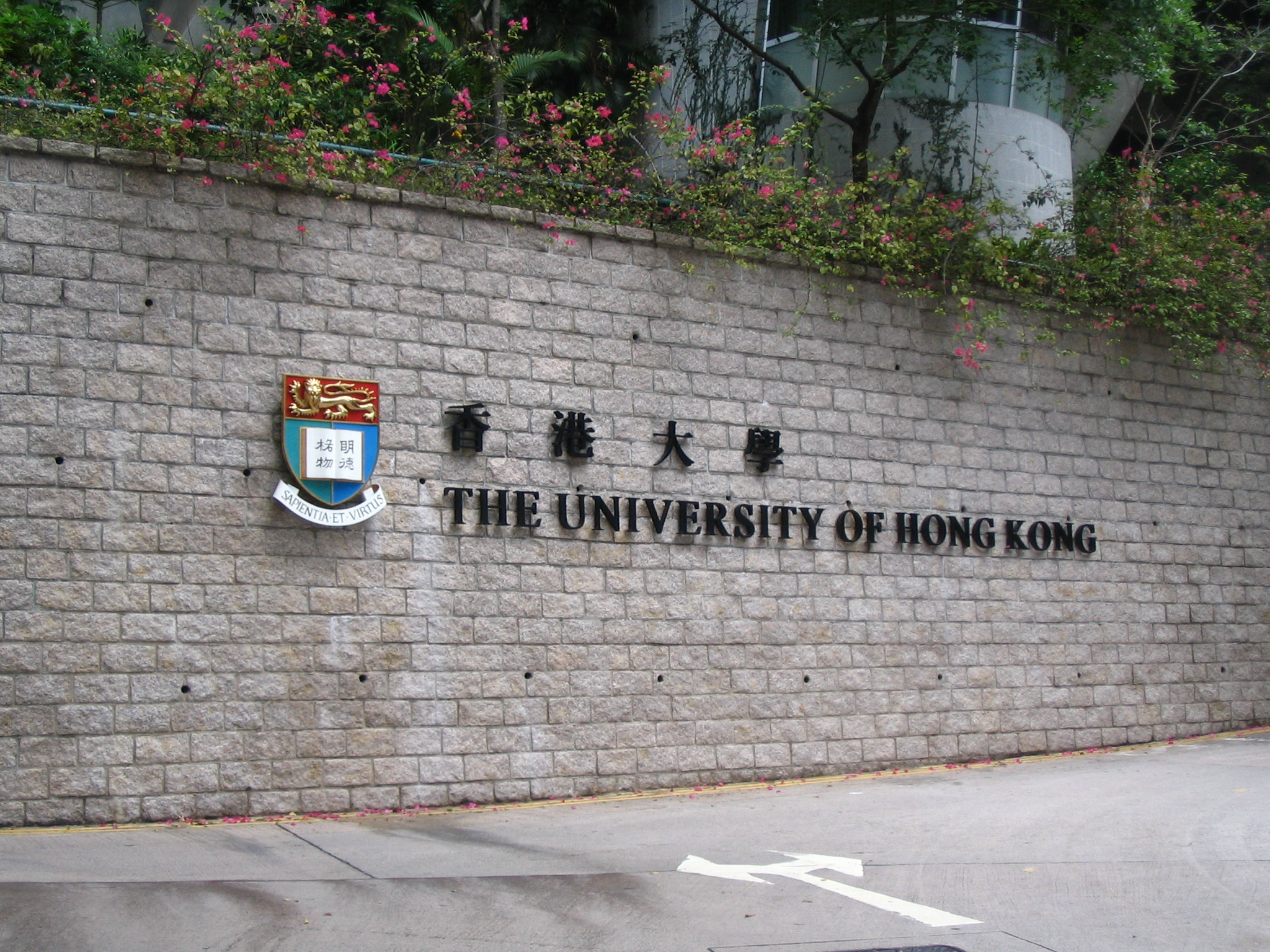
البوابة الغربية

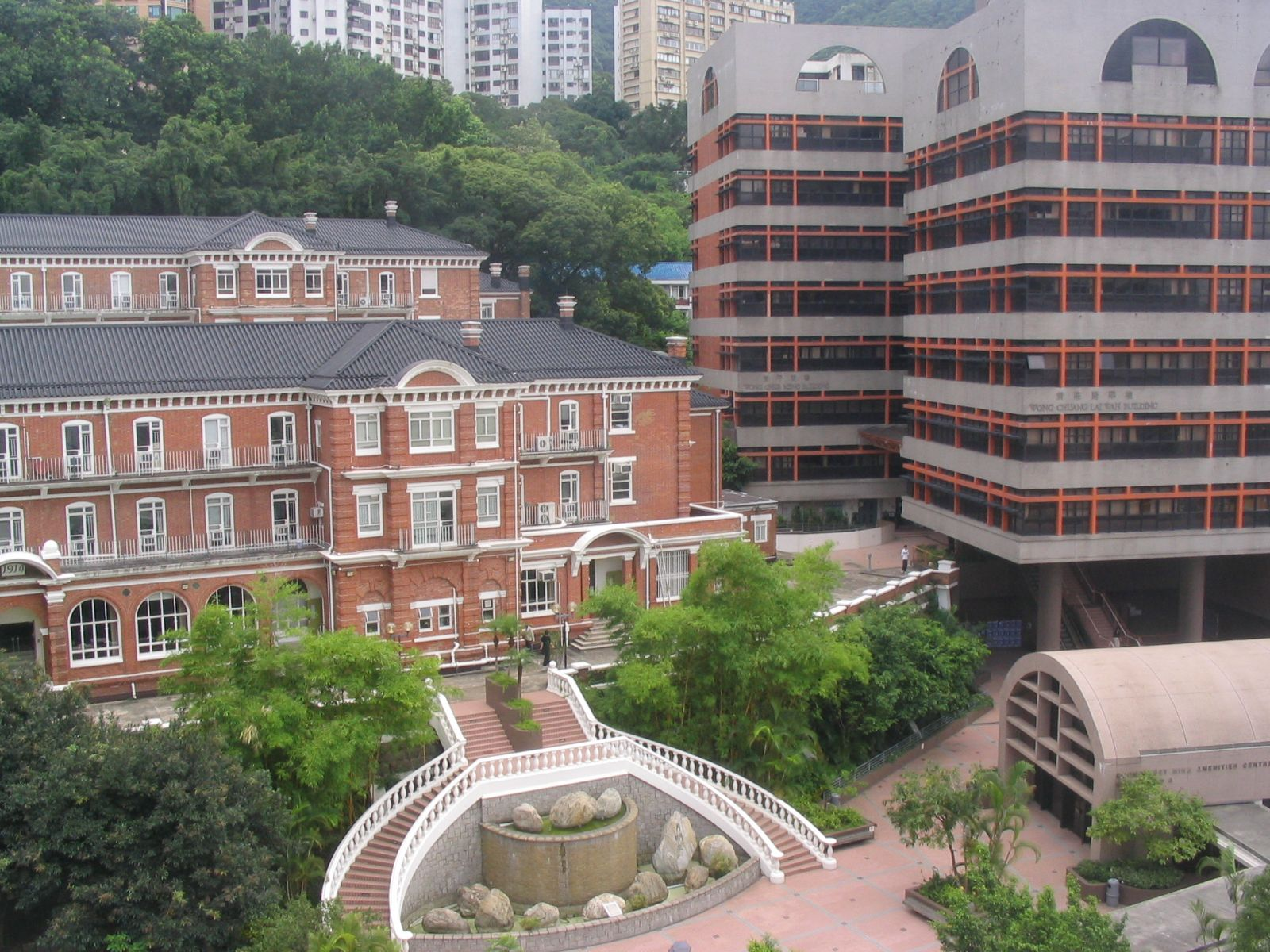
صورة من قاعة إليوت.

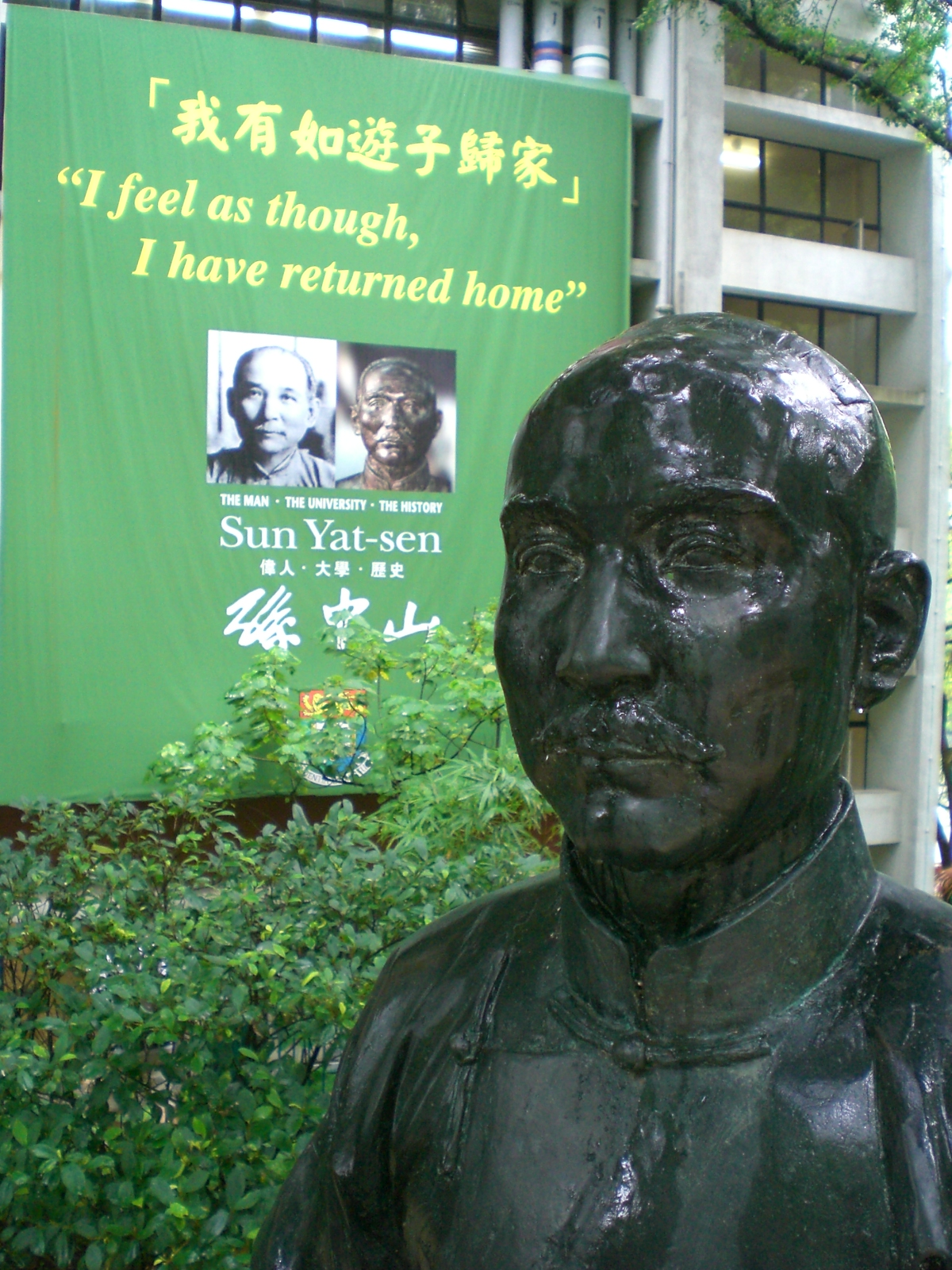
تمثال صن يات سين في بركة الزنبق

يغطي الحرم الجامعي الرئيسي في الجامعة حوالي 160,000 متر مربع من الأراضي عن طريق بونهام وبوك فو لام في منتصف جزيرة هونغ كونغ. بعض المباني القليلة المتبقية في جامعة هونغ كونغ هي أمثلة على الطراز المعماري للمستعمرة البريطانية في هونغ كونغ.
تقع كلية لي كا شينغ للطب إلى حوالي 4.5 كم إلى الجنوب الغربي من الحرم الرئيسي، في المنطقة الجنوبية قرب خليج ساندي وبوك فو لام. ويشمل الحرم الجامعي الطبي في مستشفى كوين ماري، ومبنى وليام م.و. مونغ وبعض المرافق البحثية. كما تقع كلية طب الأسنان في مستشفى الأمير فيليب السني.
كما تشرف الجامعة أيضا على مركز البحوث الزراعية كادوريه والذي يحتل مساحة 95,000 متر مربع من الأراضي في المناطق الجديدة، ومعهد سواير لعلوم البحار في الطرف الجنوبي من شبه جزيرة دوأغيلار في جزيرة هونغ كونغ.

### المبنى الرئيسي

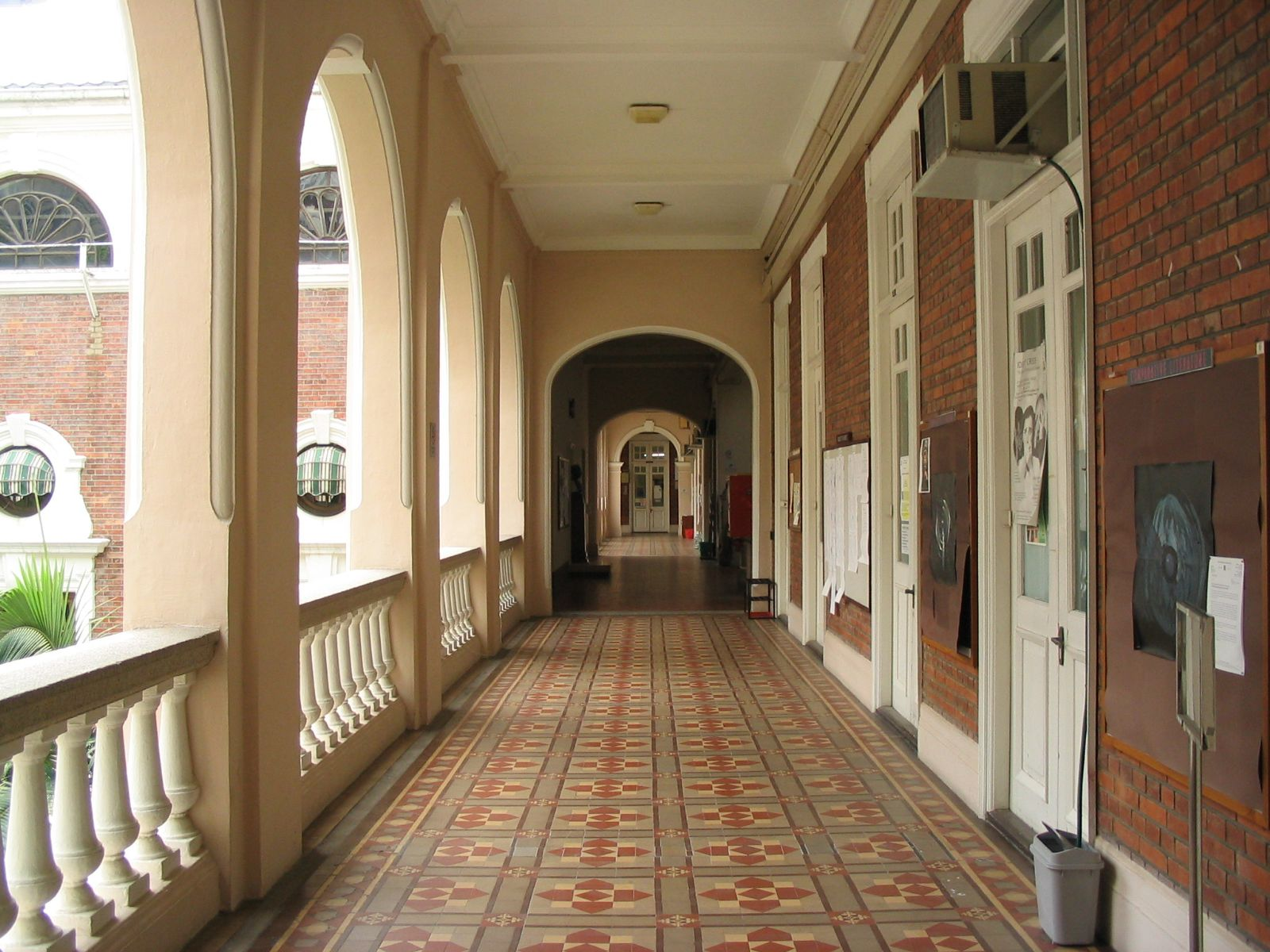
ممر المبنى الرئيسي

تم رعاية أقدم هيكل في جامعة هونغ كونغ على يد السير هورموسجي ناوروجي مودي وصممه المهندس المعماري ميسير ليغ أند أورانج. شيد المبنى في الفترة بين 1910 و1912، وكان في الأصل يتألف من اثنين من الأفنية في طراز مرحلة ما بعد النهضة مبنية من الطوب الأحمر والغرانيت. في أعلى المبنى أربعة أبراج دفاعية مع برج الساعة المركزي (هدية من السير بول تشاتر في 1930). تم إضافة اثنان من الأفنية في الجنوب في عام 1952 وطابق واحد في نهاية المبنى في عام 1958. كان المبنى يستخدم كقاعات للدراسة والمختبرات لكلية الطب والهندسة أما الآن فيستخدم كمتابع لكلية الآداب.

## السمعة

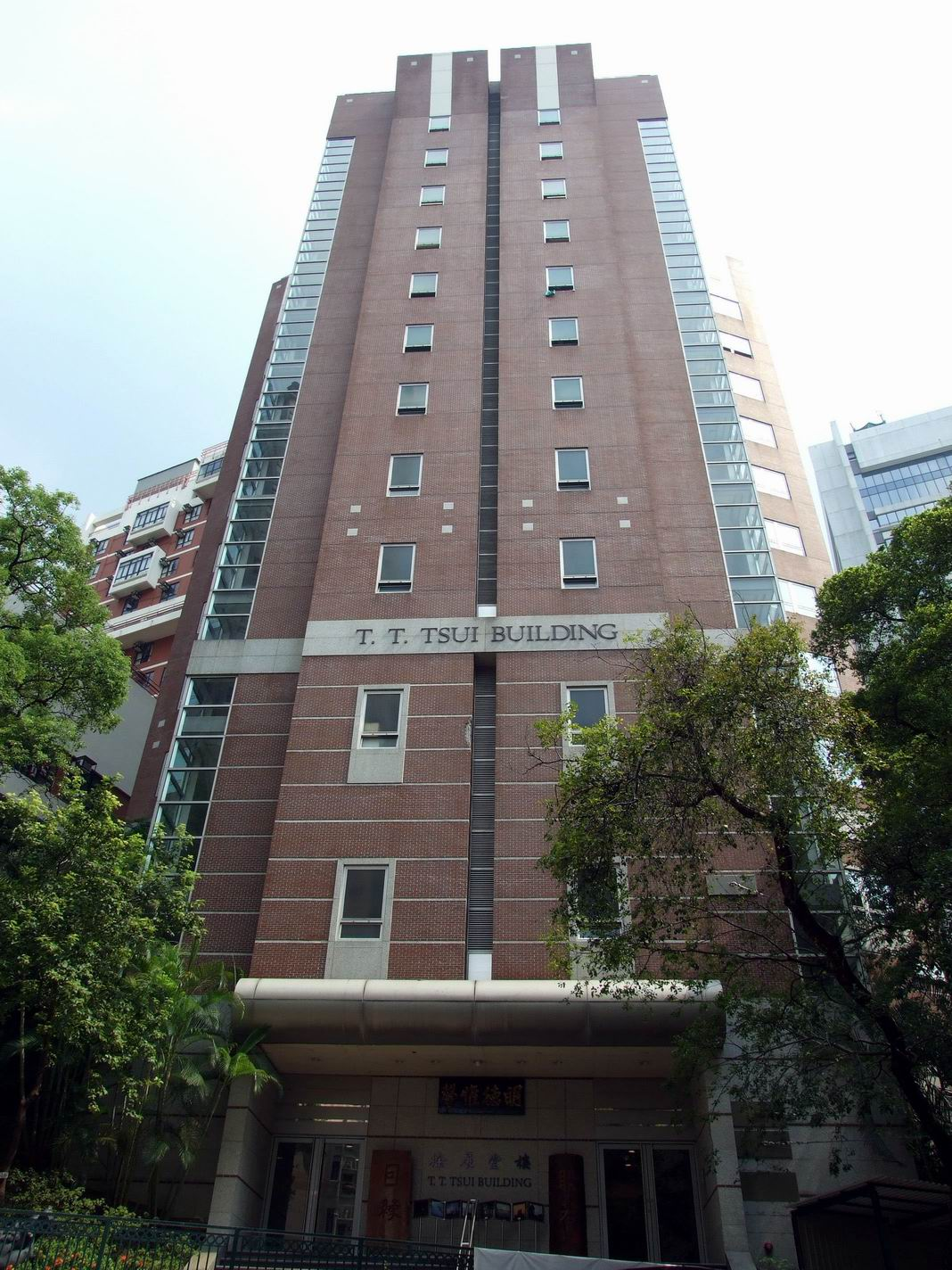
مبنى تي تي تسوي.

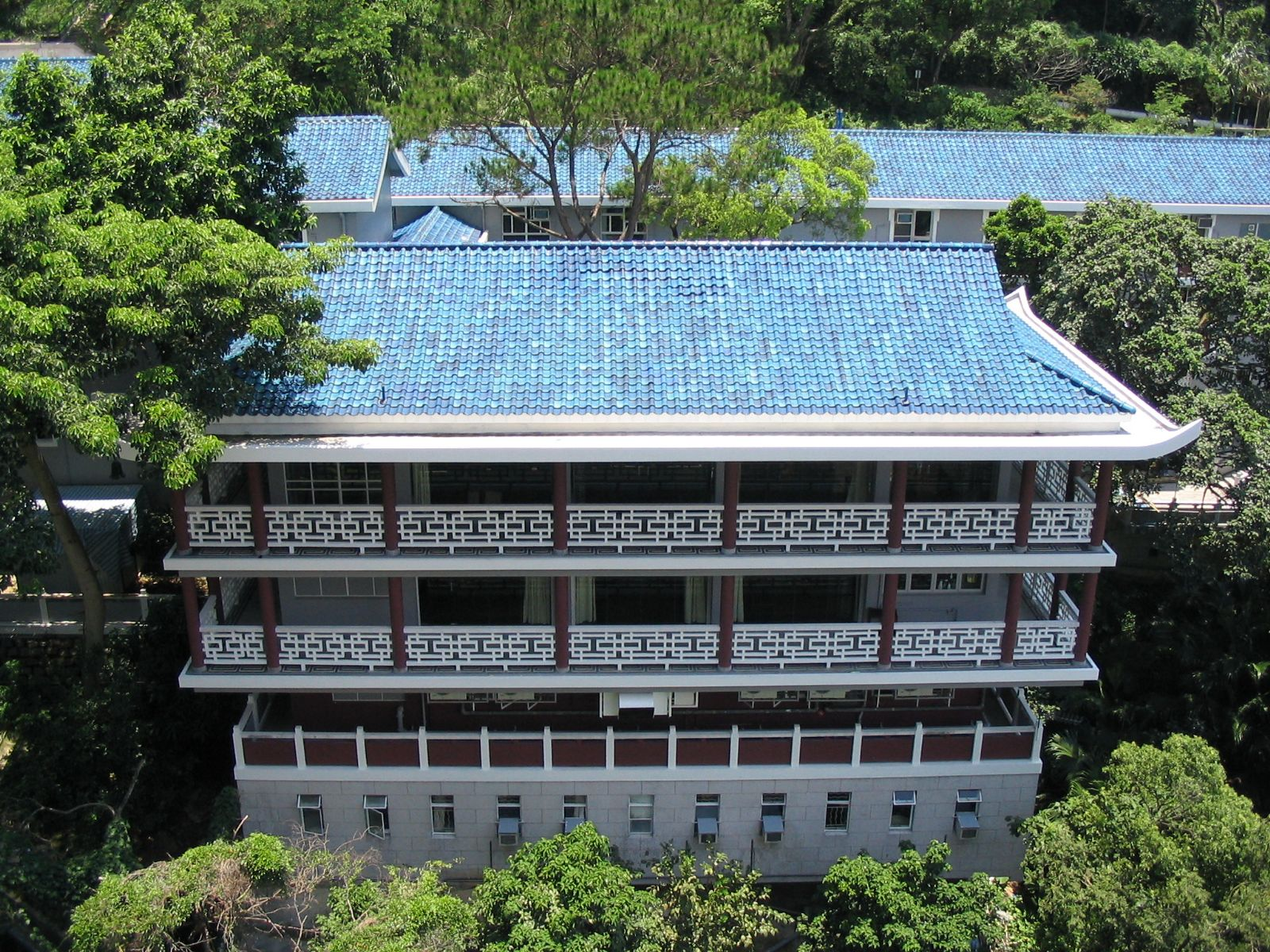
كلية روبرت بلاك

وفقا لملحق تايمز للتعليم العالي لترتيب الجامعات في العالم لعام 2008، جاءت جامعة هونغ كونغ في المرتبة السادسة والعشرين في العالم، والثالثة في آسيا والأولى في الصين العظمى (المنطقة التي تضم جمهورية الصين الشعبية، ومنطقة هونغ كونغ الإدارية الخاصة، ومنطقة ماكاو الإدارية الخاصة وتايوان). أدرجت جامعة هونغ كونغ أيضا في ترتيب مجلة نيوزويك لعام 2006 كأفضل 100 جامعة عالمية.

## الإدارة
مستشار الجامعة هو الرئيس التنفيذي لهونغ كونغ، دونالد تسانغ. نائب المستشار هو الأستاذ لاب-تشي تسوي. المستشار الاختصاصي هو ديفيد لي، نائب رئيس الجامعة هو الأستاذ ر. ي. س. وونغ.كما يوجد في الجامعة أكثر من 800 أستاذ.

## البحث والهبات
جامعة هونغ كونغ هي من الأعضاء المؤسسين ليونيفرسيتات 21، المجتمع الدولي للجامعات الرائدة في المجال البحثي. تتمتع جامعة هونغ كونغ بميزانية تشغيل كبيرة مقدمة من مصادر تمويل حكومي تقارن مع العديد من البلدان الغربية. منذ عام 1991، منح مجلس منح الأبحاث جامعة هونغ كونغ ما يصل مجموعه إلى 893 مليون دولار هونغ كونغ، وهو أكبر مبلغ من بين كل الجامعات الثمانية في أراضي هونغ كونغ. كما أن الأساتذة في جامعة هونغ كونغ هم من بين الأعلى أجرا في العالم أيضا، حيث أن مرتباتهم تعادل أو تتجاوز تلك لنظرائهم الأمريكيين في الجامعات الخاصة.

## الوحدات الدراسية
تضم الجامعة 10 كليات وعدد من الوحدات الغير أكاديمية، التي تقدم برامج دراسية ودورات دراسية للطلاب:

### كليات
- كلية الهندسة المعمارية
- كلية الآداب
- كلية الأعمال والاقتصاد
- كلية طب الأسنان
- كلية التربية
- كلية الهندسة
- كلية الحقوق
- كلية الطب - لي كا شينغ
- كلية العلوم
- كلية العلوم الاجتماعية

### مدرسة التعليم المهني والتعليم المستمر
أنشأت مدرسة التعليم المهني والتعليم المستمر في جامعة هونغ كونغ في عام 1956 لتوفير مستويات مختلفة من التعليم المستمر لطائفة واسعة من المواضيع، على سبيل المثال، دورات تعليم اللغة اليابانية ودورات تعليم اللغة الصينية الفصحى. تدير هذه المدرسة برامجها دون معونة مالية من حكومة هونغ كونغ، وأخيرا تحولت إلى كلية على شكل مؤسسة اجتماعية.

## المكتبات
تأسست مكتبات جامعة هونغ كونغ في العام 1912 وهي أقدم مكتبة أكاديمية في هونغ كونغ حيث تضم مع ما يزيد على 2.3 مليون قطعة. في حين أن إجمالي المخزون المادي في المجلدات قد تزايد، كذلك فإن المجموعات الإلكترونية هي أيضا في توسع سريع. وهناك على شبكة الإنترنت فهرس المكتبة المسمى «دراغون»، والذي يسمح بالبحث في كتب مجلات وغيرها من موارد مكتبة جامعة هونغ كونغ.
تضم جامعة هونغ كونغ الآن مكتبة رئيسية بالإضافة إلى ستة مكتبات متخصصة فرعية.تقع هذه المباني في أنحاء الحرم الجامعي مع تفاوت ساعات العمل.

### مبادرة مكتبة جامعة هونغ كونغ الرقمية
تتركز مبادرة مكتبة جامعة هونغ كونغ الرقمية من خلال مشاريع التحويل الرقمي، وفتح الباب أمام إمكانية الوصول إلى المطبوعات المحلية بشكلها الرقمي. بدأت أول مبادرة رقمية في عام 1996 وتم تقديم العديد من المشاريع العلمية على أساسها. كما يجري تطوير المزيد من التكنولوجيا الرقمية لإعداد مشاريع مستمرة لتوفير الوصول إلى المحتوى الرقمي. وتقدم الخدمة الآن إمكانية الاتصال بالعديد من الدوريات الطبية باللغتين الإنكليزية والصينية في هونغ كونغ.

## حياة الطلاب

### الخدمات الطلابية
الجامعة ينص على غير ذلك من الخدمات لتلبية الطلاب الشخصية، بما في
- التعليم المهني والتنسيب للمركز
- مركز الحاسوب
- ومركز تنمية الموارد للطلبة
- تنمية الشخصية ومركز الاستشارات
- البرامج الرياضية والترفيه / المرافق
- خدمات طب الأسنان في الجامعة
- جامعة الخدمات الصحية
- متحف الجامعة، ومعرض الفنون (سابقا فونغ شان بينغ المتحف)

### سكن الطلاب وقاعات الدراسة

#### نزل الطلاب
يقطن معظم الطلاب من الذكور والإناث في غرفة مشتركة:
- كلية سانت جونز، جامعة هونغ كونغ (مختلطة بين الطلاب الجامعيين وطلاب الدراسات العليا، كلية المؤسسة الانجيلية، غرفة واحدة)
- قاعة موريسون (الذكور الجامعيين ومختلطة من طلاب الدراسات العليا)
- قاعة ريتشي (للذكور فقط، والتي يديرها الآباء اليسوعيين، وغرفة لشخص واحد)
- قاعة السيدة هو تونغ  (للإناث فقط، غرفة مشتركة)
- قاعة الجامعة (للذكور فقط)
- كلية روبرت بلاك (للدراسات العليا والزوار فقط)
- قاعة سواير
- قاعة ك.ي. سيمون لي
- قاعة لي هايسان
- قاعة آر. سي. لي
- قاعة واي لون
- إقامة السيدة س.ه. لطلاب الطب
- إقامات طريق بوكفيلد
- دار الخريجين (الدراسات العليا فقط)
- قاعة ستار  (أكبر قاعة في سكن جامعة هونغ كونغ)
- إقامات باتريك مانسون للطلبة
- قاعة لي شاو كي
- قاعة سوين تشي سون

#### قاعات غير سكنية
- قاعة هورنيل (للذكور فقط)
- قاعة الدوقة كنت (للإناث فقط)
- قاعة لي تشي هونغ (للتعليم المختلط)

### المنظمات الطلابية

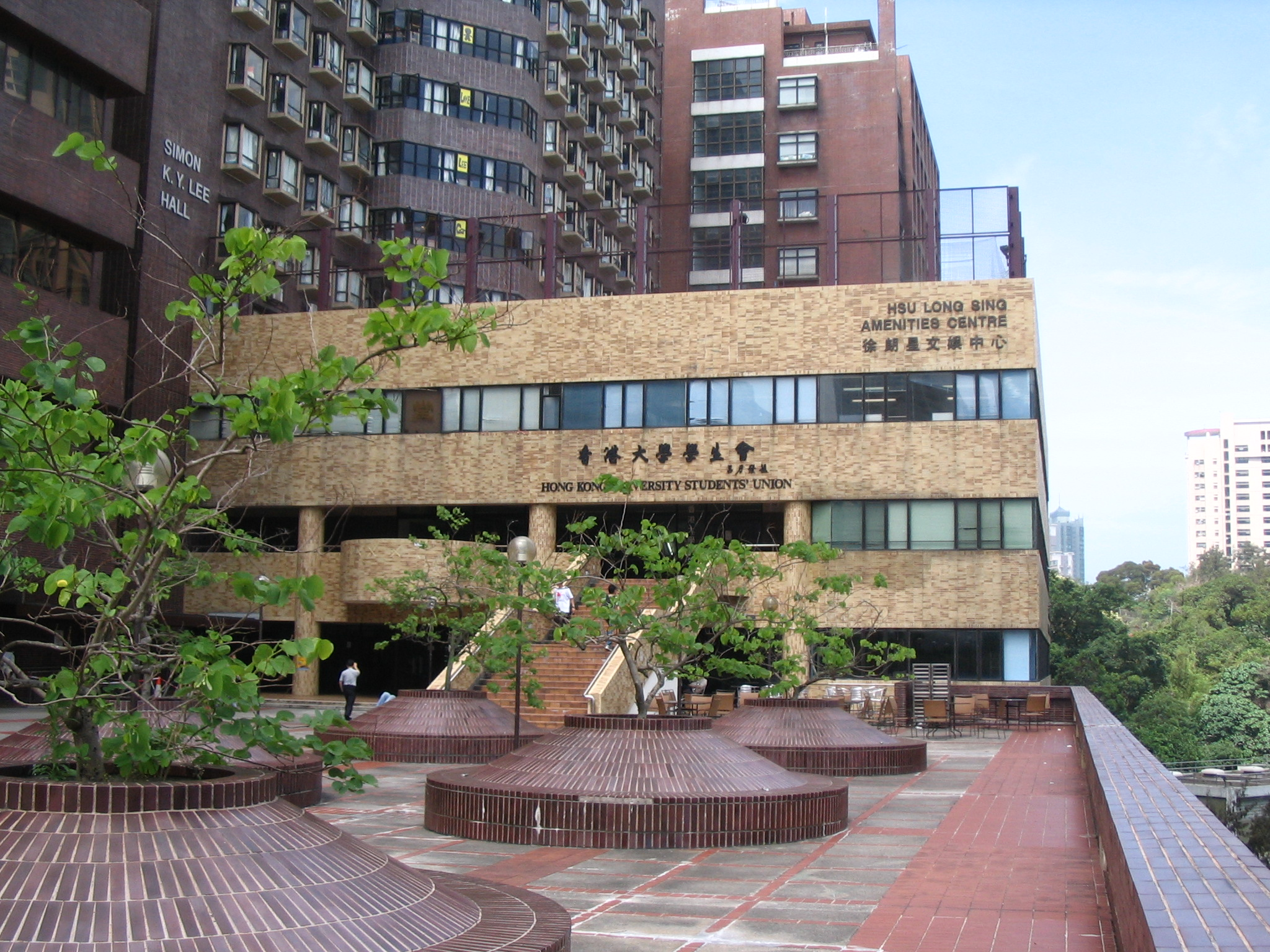
اتحاد الطلاب

هناك مجموعيتن طلابيتين معترف بهما رسميا تمنح الفرص للطلاب للمشاركة في الأنشطة الخارجية.
اتحاد طلبة جامعة هونغ كونغ (HKUSU) الذي يخدم في المقام الأول طلاب المرحلة الجامعية الأولى. كما إن رابطة طلاب الدراسات العليا (PGSA) تمثل طلاب الدراسات العليا.

## خريجون من جامعة هونغ كونغ
على اعتبار أنها من أقدم والجامعة الوحيدة في هونغ كونغ لعقود من الزمن، فقد تخرج الكثير من الناس المعروفين من هذه الجامعة. واحد منهم كان الدكتور صن يات سين، الرئيس المؤسس لجمهورية الصين الشعبية، الذي كان تخرج من كلية هونغ كونغ للطب الصيني سلف جامعة هونغ كونغ. كما أن أكثر من من 40 عضو لمجالس الأمناء الدائمين والمجلس التنفيذي وأعضاء المجلس التشريعي لحكومة منطقة هونغ كونغ هم من خريجي جامعة هونغ كونغ. كما أن الكثير من خريجي الجامعة يعملون في فرق الإدارة العليا للعديد من المؤسسات الكبيرة في القطاع الخاص، والتي تغطي العديد من المجالات التجارية والمهنية.

## التطوير المستقبلي
في عام 2003 وضعت إدارة جامعة هونغ كونغ خطة تنموية إستراتيجية بهدف يتمثل في وضع جامعة هونغ كونغ بين أفضل الجامعات في العالم بحلول العقد المقبل.
حيث تخطط الجامعة لبناء حرم جديد، باسم حرم المئوية، إلى الغرب من الحرم الرئيسي. بدأ بناء الحرم الجديد في عام 2008، وسوف تستكمل الأعمال بحلول عام 2011.
بالإضافة إلى زيادة البحث العلمي والتطوير، تهدف جامعة هونغ كونغ إلى تشجيع التعليم المستمر لعامة الناس، من خلال تحسين الروابط بين الجامعة ومدرسة التدريب المهني والتعليم المستمر (سبيس).